# Haushaltsrechnung
Der Haushalt einer kommunalen oder staatlichen Gebietskörperschaft wird abschließend und rückblickend in einer Haushaltsrechnung zusammengefasst. Die jährliche Haushaltsrechnung bildet nach Haushaltsplan und Haushaltsvollzug den Abschluss eines jährlichen Haushalts. Im Gegensatz zu den Haushaltsplänen, bei denen es Doppelhaushalte geben kann, ist die Haushaltsrechnung immer jährlich. Die Haushaltsrechnung wird gedruckt, veröffentlicht und kann im Internet eingesehen werden. Die Haushaltsrechnung wird in der Regel zwei Jahre nach Ende des Haushaltsjahres veröffentlicht.

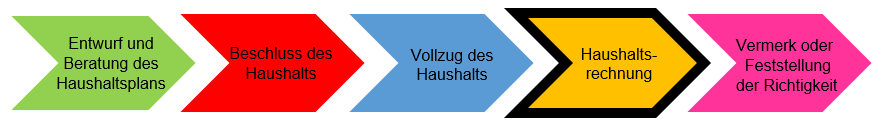
Ablauf und Vollzug des Haushalts

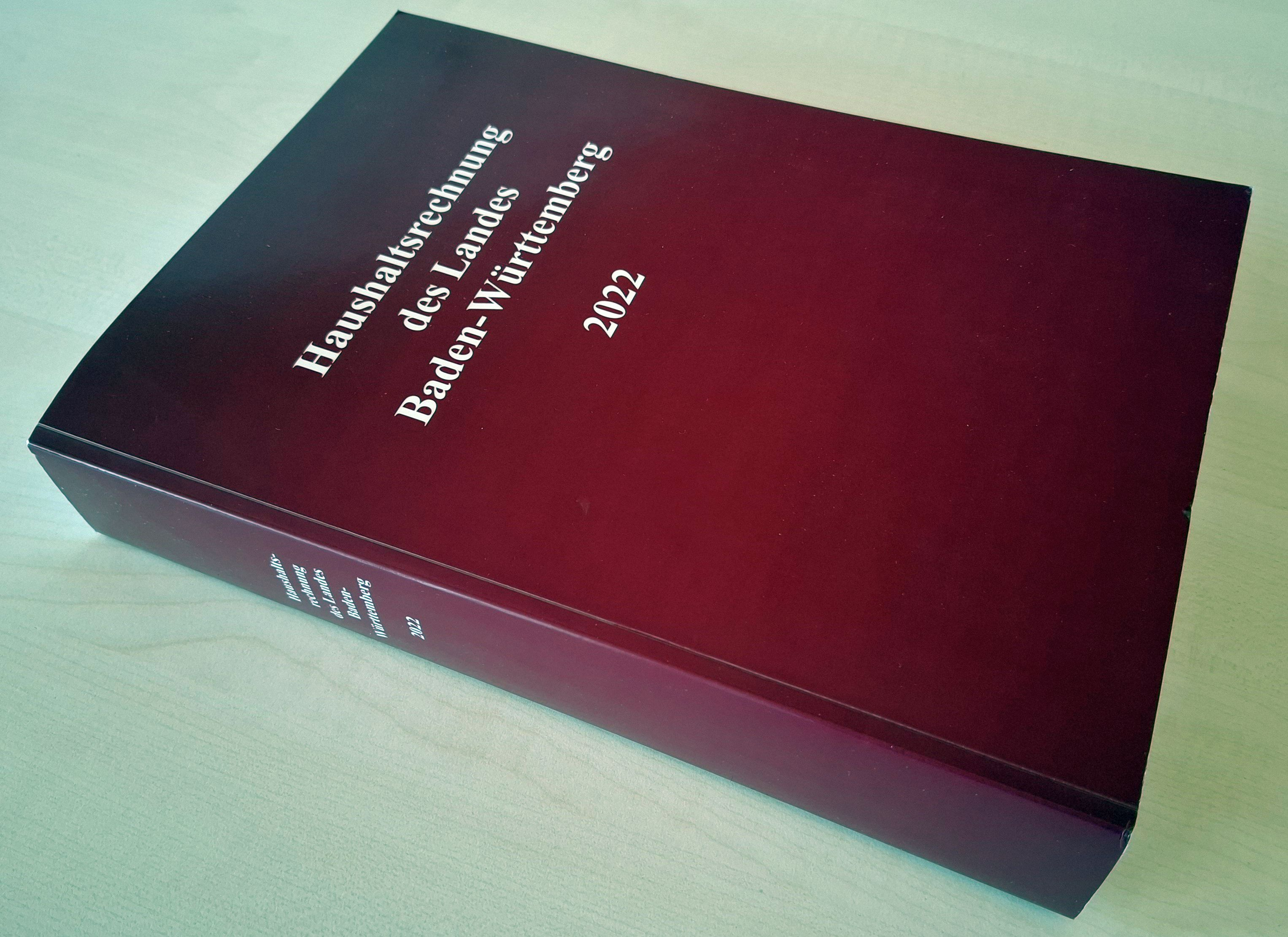
Gedruckte Haushaltsrechnung 2022

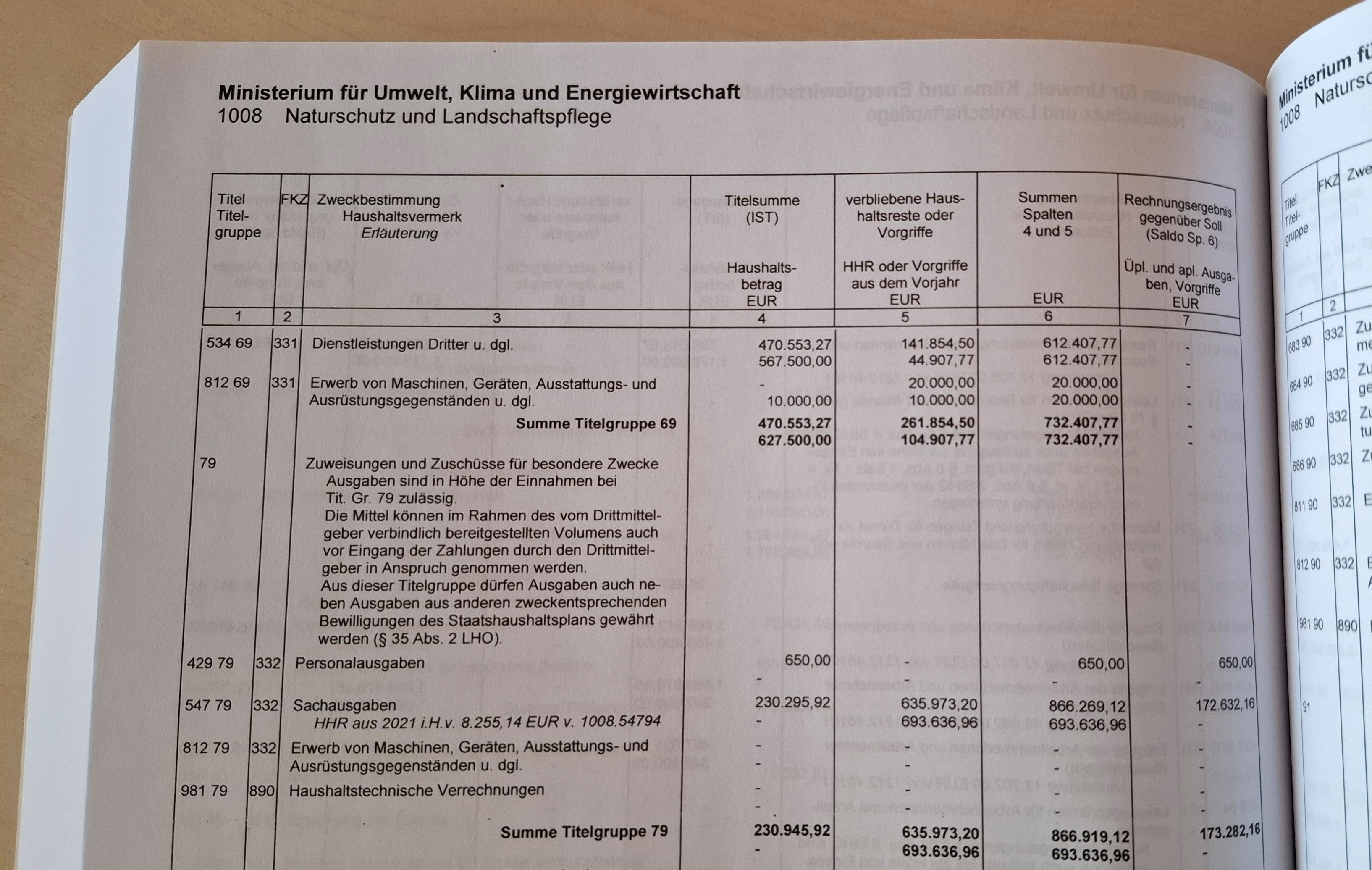
Exemplarische Angaben

## Zweck
Die Haushaltsrechnung ist die abschließende Dokumentation des Haushaltsvollzugs. Sie dient somit zur Feststellung der ordnungsgemäßen Richtigkeit des Haushalts. Die Feststellung der Richtigkeit mit Vermerk muss durch eine unabhängige Prüfinstanz erfolgen (Rechnungshof, Rechnungsprüfungsamt oder Wirtschaftsprüfer). Dieser Vermerk ist die Basis für eine Entlastung der Exekutive (Regierung, Verwaltung, Bürgermeister-/innen).

## Angaben in der Haushaltsrechnung
Welche Angaben die Haushaltsrechnung enthält, ist in Deutschland in der Bundeshaushaltsordnung oder Landeshaushaltsordnung (z. B. für Baden-Württemberg in § 71 LHO) festgelegt. Dies sind unter anderem:
- Kapitel, Titel, Titelgruppe, Funktionskennziffern sowie die Zweckbestimmung
- Beträge in Euro (Ist-Betrag, Soll-Betrag (Haushaltsansatz), Haushaltsreste oder Vorgriffe aus dem Vorjahr und Jahr der Haushaltsrechnung)
- Summe der Beträge und ein Saldo als Rechnungsergebnis